# Cramme
Cramme é um município da Alemanha localizado no distrito de Wolfenbüttel, estado da Baixa Saxônia.
Pertence ao Samtgemeinde de Oderwald.

## Ligações externas

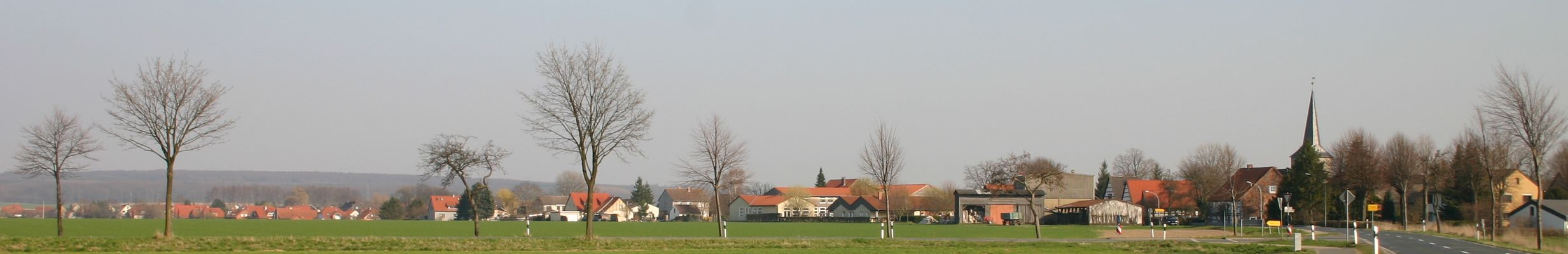
Vista de Cramme